# Kærmysse
Kærmysse (Calla palustris) forekommer i Danmark og en række andre europæiske lande, og kan forekomme i store bestande. Den ses hist og her i moser og kær, og er karakterart for højmosers lagg-zone. Kærmysse har en for arum-familien karakteristisk blomsterstand, hvor selve de mange små blomster sidder samlet i en såkaldt kolbe der er gulgrøn omgivet af et højblad eller hylsterblad der er kridhvidt, evt. med lidt grønt forneden og/eller i kanterne. Planten er også kendt under navnet 'Vandkalla' pga. den store lighed med Kalla blomsten (Kalla tilhører også Arum-familien). Om efteråret forvandles blomsterstanden til en kolbe af højrøde bær.
Bladene er hjerteformede og glinsende lysegrønne. Blade og blomsterstand sidder på kødfulde lysegrønne stængler der udgør fra saftige jordstængler. Planten kan næppe forveksles med nogen anden dansk plante. Hele planten og bærrene er giftige.
Store bestande af Kærmysse kan både danne hængesæk ud i vandet og brede sig ind over land. Man må derfor udvise forsigtighed og undlade at gå i bestande af Kærmysse, da der oftest er vand under! Hængesæk i ældre højmoser kan udtagelsesvis bære et menneske, men aldrig når den består af Kærmysse! Derfor skal færdsel på hængesæk i alle tilfælde undgås – det kan være forbundet med livsfare!
| Botanik | Spire Denne botanikartikel er en spire som bør udbygges. Du er velkommen til at hjælpe Wikipedia ved at udvide den. |